# تل منصورآباد رامجرد
تل منصورآباد رامجرد مربوط به هزاره ۲
قبل از میلاد - سده‌های متاخر دوران‌های تاریخی پس از اسلام است و در شهرستان مرودشت، بخش مرکزی، دهستان رامجرد ۱، ۱۰۰ متری شمال روستای منصورآباد واقع شده و این اثر در تاریخ ۳۰ بهمن ۱۳۸۶ با شمارهٔ ثبت ۲۰۷۹۹ به‌عنوان یکی از آثار ملی ایران به ثبت رسیده است.